# Strathnairn
Strathnairn ist ein Stadtteil des Bezirkes Belconnen der australischen Hauptstadt Canberra.
Der Vorort wurde im Jahr 2016 als Teil der grenzüberschreitenden Entwicklung West Belconnen / Parkwood in der Nähe des Australian Capital Territory und der Grenze zu New South Wales veröffentlicht. Die Herkunft des Vorortnamens stammt aus dem historischen Strathnairn Homestead. Strathnairn war in den 1920er Jahren von Captain Charles Sturt als Weideland angelegt worden. Das Anwesen wurde 1934 unter dem Namen Strathnairn bekannt und wurde bis 1974 von der Familie Baird bewirtschaftet. Das Anwesen wird seit 1977 als gemeinschaftliche Kunsteinrichtung genutzt.
Strathnairn liegt westlich des Vororts Holt. Die Entwicklung soll Wohnbau, Einzelhandel und kommunale Infrastruktur umfassen. Strathnairn wurde auch als Katzenschutzzone ausgewiesen.